# Mekia Valentine
Mekia Shanta Valentine (Greensboro, 3 marzo 1988 – Santa Barbara, 26 marzo 2020) è stata una cestista statunitense, professionista in Europa.

## Carriera
Fu selezionata al terzo giro del Draft WNBA 2011 dalle New York Liberty (34ª scelta assoluta).